# ماندی لوتز
ماندی لوتز (به انگلیسی: Mandy Loots) (زادهٔ ۳ اوت ۱۹۷۸) شناگر اهل آفریقای جنوبی بود.